# Piazza Savonarola (Ferrara)
Piazza Savonarola è una piazza di Ferrara nel centro storico cittadino.

## Storia

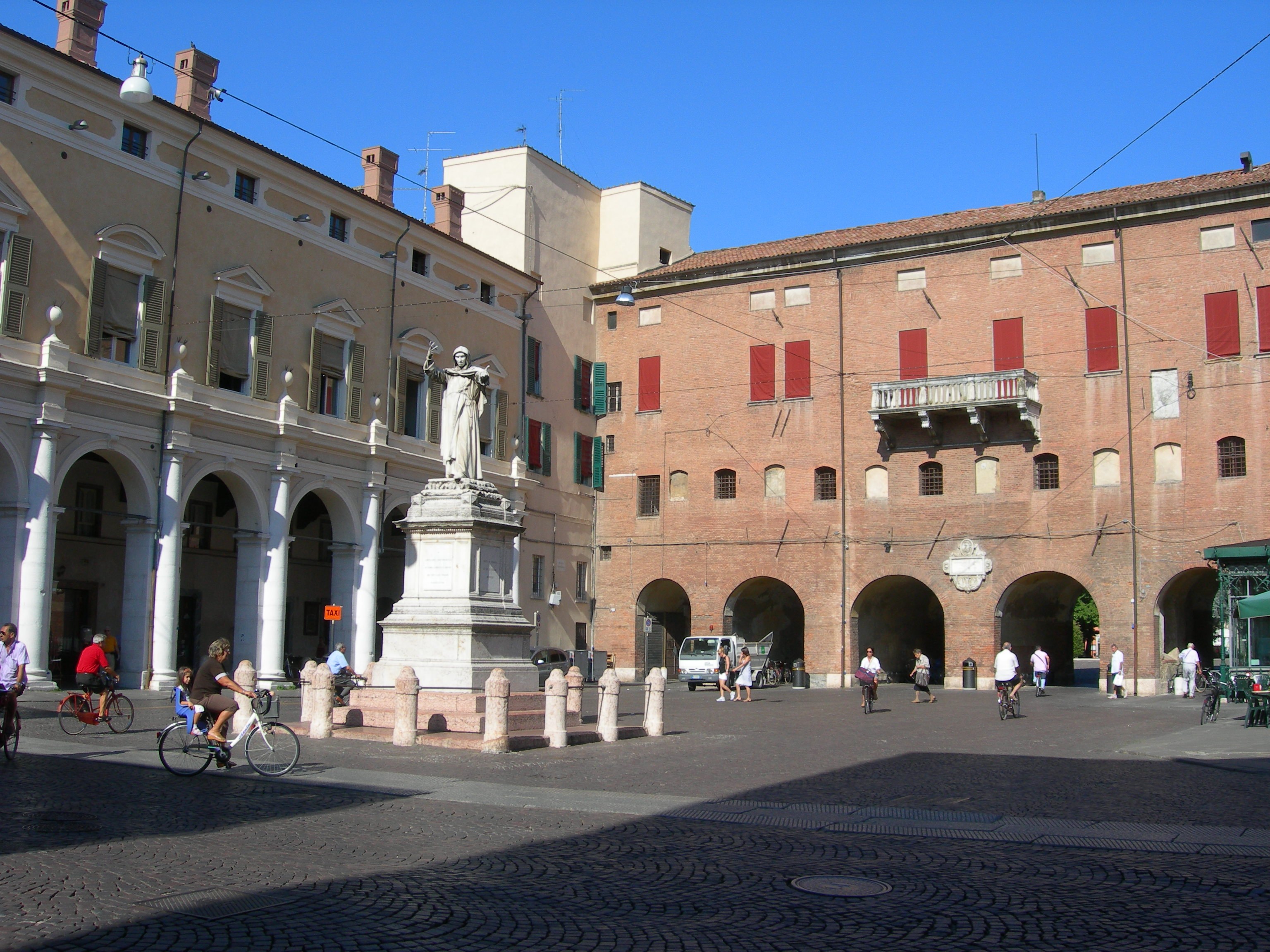
Piazza Savonarola

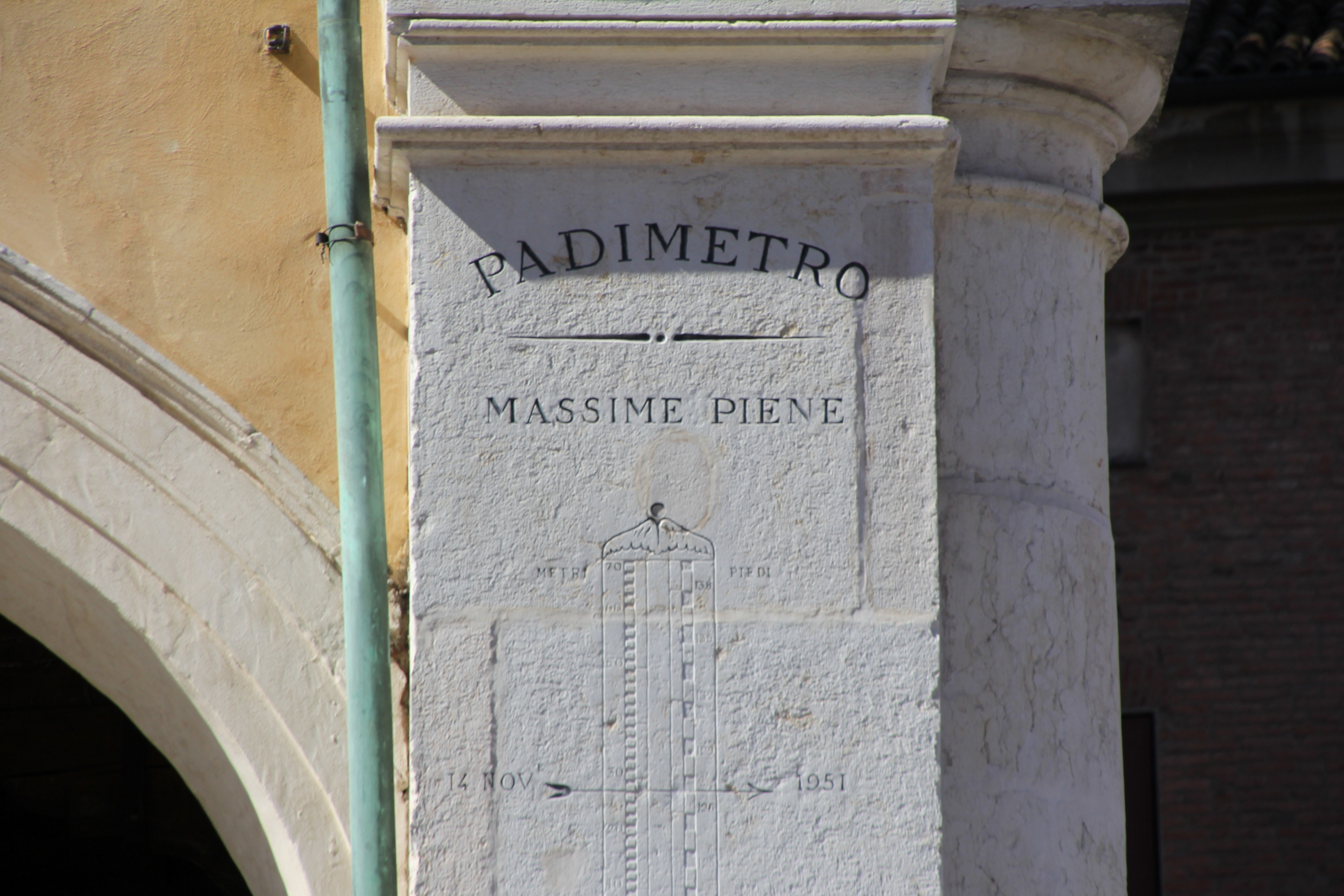
Padimetro

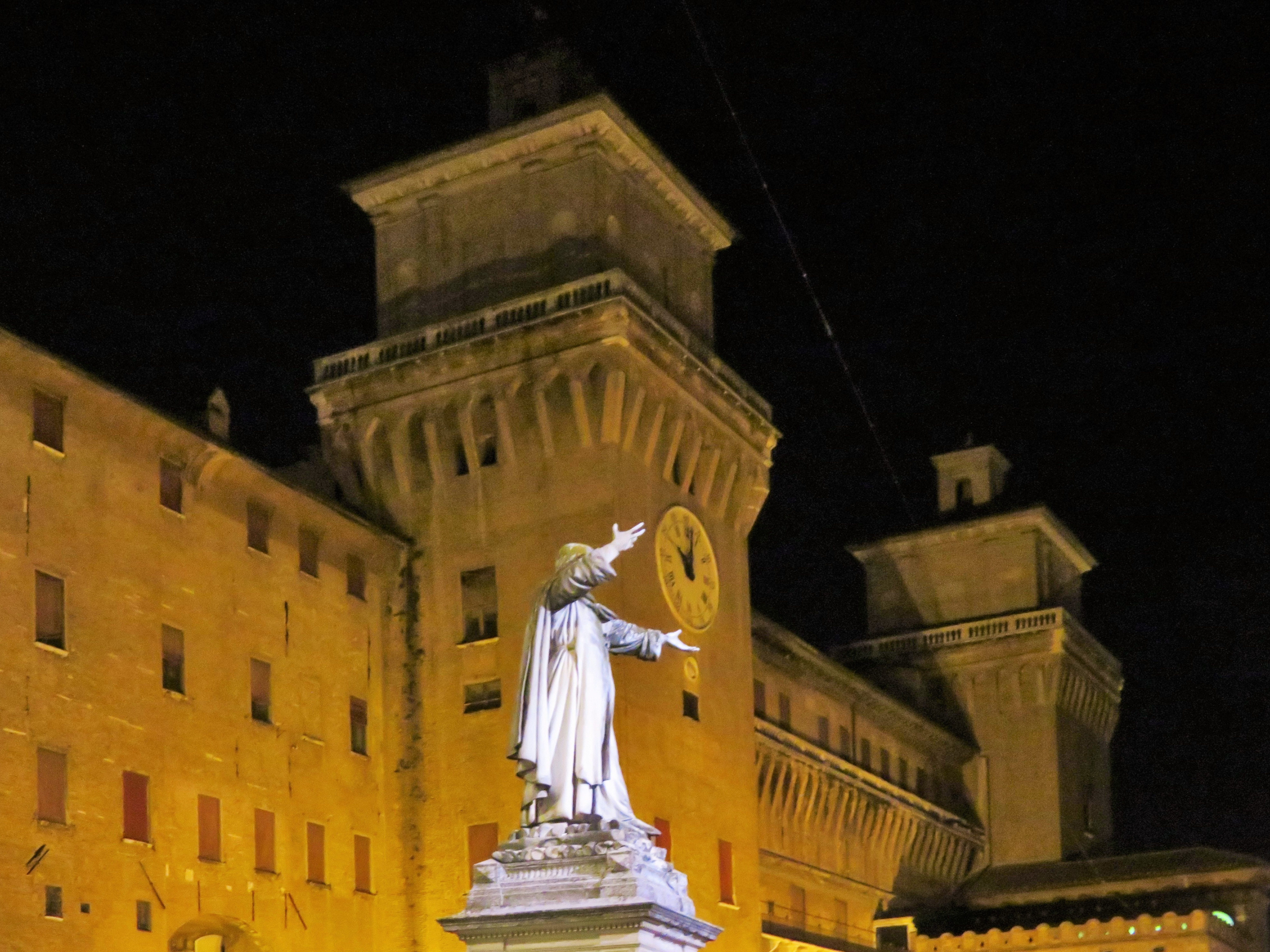
Monumento a Girolamo Savonarola e sullo sfondo la torre Marchesana del Castello Estense

Anticamente piazza Savonarola faceva parte di piazza della Pace (in seguito divenuta corso Martiri della Libertà).
È racchiusa tra la loggia dei Camerini, il portico rinascimentale di Palazzo Municipale, la via Coperta e il fossato del Castello Estense. La via Coperta, che domina la piazza, è un edificio costruito su cinque arcate nato per unire il Castello Estense al Palazzo Municipale.

## Origine del nome
Precedentemente chiamata Piazza Prolegati o Vicelegati, dei Camerini Ducali e per un breve periodo anche Piazza dell'Albero (per la presenza di un albero fatto innalzare il 23 ottobre 1796 su imposizione dei Francesi, abolito nel 1805 dopo esser stato spostato due volte), con voto consigliare del 7 febbraio 1860 il nome della piazza viene intitolato al frate Girolamo Savonarola, arso in Firenze il 23 maggio 1498.
La piazza fu anche popolarmente chiamata Piazza de' Fiaccherai per la presenza delle fiacre, esercizio inaugurato il 20 maggio 1858.

## Luoghi d'interesse
- La piazza comunica con l'adiacente piazza Castello nella quale si tengono vari spettacoli all'aperto, tra questi i concerti del festival musicale Ferrara Sotto le Stelle.
- Sulla colonna del Palazzo Municipale che si affaccia sulla piazza all'angolo con corso Martiri della Libertà si trova il Padimetro,  l'idrometro monumentale che ricorda il livello raggiunto dal fiume Po a Pontelagoscuro in alcuni momenti storici.
- Il monumento a Girolamo Savonarola, opera di Stefano Galletti, si trova al centro della piazza dal 1875, posto su un basamento in marmo bianco. Raffigura il frate con le braccia alzate in una delle tante invettive che hanno caratterizzato la sua attività di predicatore.
- Sopra al volto di mezzo della Via Coperta, vi è un medaglione posto in memoria degli esploratori delle zone africane (Gustavo Bianchi, Cesare Diana, Gherardo Moanri), uccisi nell'ottobre 1884 dalle Zagaglie Danakile.[1]